# Sphinx gerhardi
Sphinx gerhardi är en fjärilsart som beskrevs av Barnes och Benjamin 1924. Sphinx gerhardi ingår i släktet Sphinx och familjen svärmare. Inga underarter finns listade i Catalogue of Life.